# Ouvert (topologie)
Pour les articles homonymes, voir Ouvert.
En mathématiques et plus particulièrement en topologie générale, un ensemble ouvert, aussi appelé une partie ouverte ou, plus fréquemment, un ouvert, est un sous-ensemble d'un espace topologique qui ne contient aucun point de sa frontière. L'ouvert est l'élément de base d'un espace topologique.

## Définition générale
Il existe plusieurs définitions des ouverts suivant le type d'espace concerné. Nous reprenons ici la définition pour le cas le plus général à savoir celui des espaces topologiques. Des définitions spécifiques plus explicites existent pour des sous-types d'espaces topologiques tels que les espaces métriques, espaces vectoriels normés ou autres. Ces définitions restent cependant cohérentes avec cette définition générale.
Sur un ensemble {\displaystyle E}, on peut définir une topologie {\displaystyle T} comme un ensemble de parties de {\displaystyle E} vérifiant les trois propriétés suivantes :
- {\displaystyle E} et l'ensemble vide appartiennent à {\displaystyle T} ;
- {\displaystyle T} est stable par intersection finie : {\displaystyle U_{1}\bigcap U_{2}} appartient à {\displaystyle T} dès que {\displaystyle U_{1}} et {\displaystyle U_{2}} appartiennent à {\displaystyle T} ;
- {\displaystyle T} est stable par réunion quelconque :  pour tout ensemble {\displaystyle I} (fini ou infini) d'indices, {\displaystyle U_{i}\in IU_{i}} appartient à {\displaystyle T} dès que tous les {\displaystyle U_{i}} appartiennent à {\displaystyle T}.

Alors par définition un sous-ensemble {\displaystyle U} de {\displaystyle E} est un ouvert de {\displaystyle E} pour la topologie {\displaystyle T} si et seulement si {\displaystyle U} appartient à {\displaystyle T} (il en résulte que la topologie {\displaystyle T} peut être définie comme l'ensemble des ouverts de {\displaystyle E} selon {\displaystyle T}).
À partir des ouverts on peut définir les voisinages mais inversement :
une partie {\displaystyle U} de {\displaystyle E} est ouverte si et seulement si {\displaystyle U} est égal à son intérieur, autrement dit si {\displaystyle U} est voisinage de chacun de ses points.
Les espaces topologiques les plus couramment étudiés sont munis de diverses structures supplémentaires :
- Espaces métriques
- Espaces vectoriels normés
- Espaces euclidiens
- Espaces hermitiens
- Espaces hilbertiens
- Espaces de Banach

## Exemples

### Approche intuitive dans la droite et le plan

Exemple : Les points qui satisfont à l'équation sont en bleu. Les points qui satisfont à la relation sont en rouge. Les points rouges forment un ensemble ouvert. L'union des points bleus et rouges forme un ensemble fermé.

Un ouvert de la droite ou du plan est un sous-ensemble qui présente la propriété caractéristique suivante : en choisissant comme origine un point quelconque de ce sous-ensemble, tous les points autour de celui-ci sont encore dans ce sous-ensemble à condition de ne pas trop s'éloigner. Cela signifie que ce point est assez loin de tous les points n'appartenant pas à ce sous-ensemble, ou encore, qu'il existe toujours une distance non nulle entre ce point et le complémentaire du sous-ensemble (les points n'appartenant pas au sous-ensemble). Ceci traduit l'idée qu'un ouvert ne contient pas sa frontière.
Exemple
Dans l'ensemble ℝ des nombres réels, l'intervalle {\displaystyle X=]0,1[}, c'est-à-dire l'ensemble des réels {\displaystyle x} tels quel {\displaystyle 0<x<1}, est ouvert.
Pour illustrer la définition, choisissons le point {\displaystyle x=0,99} (qui appartient à l'ensemble {\displaystyle X}). Tous les points à une distance de {\displaystyle x} inférieure ou égale à {\displaystyle 0,005} appartiennent encore à l'ensemble. En effet, tous ces réels {\displaystyle y} vérifient l'encadrement {\displaystyle 0,985\leqslant y\leqslant 0,995}, et comme {\displaystyle 0<0,985} et que {\displaystyle 0,995<1}, ces réels {\displaystyle y} vérifient {\displaystyle 0<y<1} et appartiennent bien à {\displaystyle X}. Pour démontrer que {\displaystyle X} est un ouvert, il faudrait faire le même raisonnement pour tous les points de {\displaystyle X=]0,1[}, en ajustant au besoin la distance.
Contre-exemple
Dans l'ensemble des réels, l'intervalle {\displaystyle Y=]0,1]}, c'est-à-dire l'ensemble des nombres réels {\displaystyle x} tels que {\displaystyle 0<x\leqslant 1}, n'est pas ouvert.
En effet, si on choisit le point {\displaystyle 1} (qui appartient à l'ensemble {\displaystyle Y}), il n'y a aucun point supérieur à {\displaystyle 1} et appartenant à l'ensemble {\displaystyle ]0,1]}, même si on s'éloigne très peu de ce point, dans le sens positif.
L'ensemble des ouverts de la droite (respectivement du plan) est appelé la topologie de la droite (respectivement la topologie du plan).
On peut montrer que les ouverts de la droite sont l'ensemble vide et les ensembles qui sont réunion finie ou infinie d'intervalles ouverts.

### Ouverts dans un espace métrique
On peut généraliser cette notion intuitive d'ouverts à tout espace {\displaystyle E} dans lequel on peut définir une distance {\displaystyle d}, c'est-à-dire dans un espace métrique. Dans cet espace, une boule ouverte de centre {\displaystyle x} appartenant à {\displaystyle E} et de rayon {\displaystyle r>0} est l'ensemble des points de E dont la distance à x est strictement inférieure à r :

Le point est un point intérieur de ', car ' contient un disque centré en '. Le point y n'est pas à l'intérieur de ', car aucun disque centré en n'est entièrement contenu dans '.

Si {\displaystyle S} est une partie de {\displaystyle E}, on dit qu'un point {\displaystyle x} est intérieur à {\displaystyle S} s'il existe une boule ouverte (de rayon {\displaystyle >0}) centrée en {\displaystyle x} qui est contenue dans {\displaystyle S}.
Un sous-ensemble {\displaystyle U} de points de l'espace {\displaystyle E} est dit ouvert lorsque tout point élément de {\displaystyle U} est intérieur à {\displaystyle U}.
Cela signifie que {\displaystyle U} est un ouvert de {\displaystyle E} si pour chacun de ses points x, il contient également les points suffisamment proches de {\displaystyle x} : on peut entourer chaque point en restant dans l'ouvert, donc aucun point de {\displaystyle U} n'est « au bord » de {\displaystyle U}.
On remarque tout de suite qu'une boule ouverte est aussi un ouvert. Le nom de « boule ouverte » est donc cohérent avec la définition d'ouvert.
De plus :
- l'ensemble vide et l'ensemble {\displaystyle E} sont des ouverts ;
- toute réunion d'ouverts est un ouvert ;
- l'intersection de deux ouverts est un ouvert.

Remarques
- Dans ℝ, pour un intervalle, la définition métrique d'ensemble ouvert coïncide avec l'appellation d'intervalle ouvert : les convexes de ℝ définis par des inégalités strictes. De plus, les ouverts de ℝ sont les réunions au plus dénombrables d'intervalles ouverts non vides disjoints.
- Dans ℝ2, les ouverts définis ainsi coïncident avec ceux présentés dans l'approche intuitive.

Cet ensemble d'ouverts de {\displaystyle E} est appelé la topologie de l'espace métrique  {\displaystyle (E,d)}.

### Ouverts deKn
Un espace vectoriel {\displaystyle E} de dimension finie sur un corps topologique {\displaystyle K} a une topologie canonique : il s'agit de la topologie la moins fine (ayant le moins d'ouverts) qui rende continues les formes linéaires (les fonctions linéaires de {\displaystyle E} dans {\displaystyle K}). Ainsi est ouvert pour cette topologie toute image réciproque d'un ouvert de {\displaystyle K} par une forme linéaire, ainsi que les intersections finies et les réunions d'ensembles de ce type.
Pour ℝn, elle est engendrée par les pavés ouverts : les ouverts sont les réunions (éventuellement infinies) de produits d'intervalles ouverts. Ces ouverts sont ceux de l'espace métrique (ℝn, d).

### Topologie discrète et topologie grossière
Le caractère ouvert d'une partie d'un ensemble dépend de la topologie qu'on se donne. La plupart des espaces n'ont pas de topologie canonique, mais souvent plusieurs topologies intéressantes.
N'importe quel ensemble est ouvert, pour une topologie suffisamment fine, alors qu'une partie non triviale n'est pas ouverte pour une topologie trop grossière.
Exemples
- La topologie {\displaystyle T=\{\varnothing ,E\}} réduite à l'ensemble vide et à {\displaystyle E} est la topologie grossière (sur {\displaystyle E}).
- L'ensemble {\displaystyle T=P(E)} (ensemble des parties d'un ensemble) de toutes les parties constitue la topologie discrète.

### Ouverts de Zariski
En géométrie algébrique on définit des ouverts de Zariski sur divers espaces algébriques. Par exemple :
- Si {\displaystyle k} est un corps, la topologie de Zariski sur l'espace affine {\displaystyle k^{n}} est celle dont les ouverts sont les complémentaires de tous les ensembles algébriques affines de {\displaystyle k^{n}}— un ensemble algébrique affine est un ensemble d'éléments de {\displaystyle k^{n}} qui annulent une famille de polynômes à n indéterminées. Pour {\displaystyle n=1}, ces ouverts sont simplement l'ensemble vide et les complémentaires des parties finies, donc la topologie de Zariski sur la droite affine est la topologie cofinie.
- Si {\displaystyle A} est un anneau commutatif unitaire, son spectre premier, constitué de ses idéaux premiers, est lui aussi muni d'une topologie de Zariski.
- Dans la théorie des schémas, on adopte une définition plus abstraite : les ouverts d'une topologie de Grothendieck (par exemple la topologie étale) sont définis comme des morphismes de certaines catégories.

## Propriétés et notions connexes

### Intersections d'ouverts
Une intersection infinie d'ouverts n'est pas nécessairement un ouvert. Ainsi, dans ℝ muni de sa topologie usuelle, l'intersection de tous les intervalles ouverts {\displaystyle ]-1-1/n,1+1/n[}, pour {\displaystyle n} entier naturel non nul, est le segment {\displaystyle [-1,1]}.

### Ouverts et continuité
Soient deux espaces topologiques {\displaystyle E} et {\displaystyle F}. Une fonction {\displaystyle f} de {\displaystyle E} dans {\displaystyle F} est continue si l'image réciproque par {\displaystyle f} de tout ouvert de {\displaystyle F} est un ouvert de {\displaystyle E}. Si c'est l'image directe d'un ouvert de {\displaystyle E} qui est ouverte dans {\displaystyle F}, on parle d'application ouverte.

### Définitions associées

#### Fermé
Une partie d'un espace topologique {\displaystyle (E,T)} est fermée si son complémentaire dans {\displaystyle E} est un ouvert. Une partie peut très bien être à la fois ouverte et fermée ({\displaystyle E} et l'ensemble vide, ouverts par définition et complémentaires l'un de l'autre, sont d'ailleurs toujours ouverts et fermés), ou ni l'un ni l'autre.

#### Intérieur d'une partie
Toute partie {\displaystyle S} d'un espace topologique {\displaystyle (E,T)} contient au moins un ouvert : l'ensemble vide ; on définit l'intérieur de {\displaystyle S} comme l'union de tous les ouverts inclus dans {\displaystyle S} et on remarque que c'est le plus grand ouvert inclus dans {\displaystyle S}.

#### Voisinage d'une partie
Est appelé voisinage d'une partie {\displaystyle A} (non vide) d'un espace topologique {\displaystyle E} toute partie {\displaystyle V} de {\displaystyle E} contenant un ouvert {\displaystyle U} contenant {\displaystyle A}, c'est-à-dire tel que {\displaystyle A\subset U\subset V}.
Les voisinages d'une partie non vide constituent un filtre, c'est-à-dire que l'intersection d'un nombre fini de voisinages est un voisinage et qu'une partie qui contient un voisinage est un voisinage.

#### Connexité
Un espace {\displaystyle E} est dit connexe si les seules parties ouvertes et fermées de {\displaystyle E} sont {\displaystyle E} et l'ensemble vide.
Autrement dit, dans un espace connexe, le complémentaire d'une partie ouverte n'est jamais un ouvert, sauf si la partie ou son complémentaire est vide.

#### Compacité
Une partie {\displaystyle A} d'un espace topologique {\displaystyle E} est dite quasi-compacte si de tout recouvrement ouvert de {\displaystyle A}, on peut extraire un recouvrement fini. Elle est dite compacte si elle est de plus séparée (pour la topologie induite).